# Список найстаріших і наймолодших командирів підводних човнів Німеччини часів Другої світової війни
Список з 15 найстаріших і 15 наймолодших командирів підводних човнів Німеччини, які під час Другої світової війни здійснили похід — плавання у водах, підконтрольних флотам ворожих країн. Середній вік командирів, які здійснили хоча б 1 похід — 28 років. Звання, назва підводного човна і вік вказані на момент виходу в перший похід.

## Наймолодші командири
|    | Ім'я                  | Звання                        | Назва човна | Вік                | Вищі нагороди                     |
| -- | --------------------- | ----------------------------- | ----------- | ------------------ | --------------------------------- |
| 1  | Людвіг фон Фрідебург  | Лейтенант-цур-зее             | U-155       | 20 років, 111 днів |                                   |
| 2  | Курт Браун            | Лейтенант-цур-зее             | U-763       | 20 років, 362 дні  |                                   |
| 3  | Рудольф Арендт        | Оберлейтенант-цур-зее         | U-18        | 21 рік, 121 день   |                                   |
| 4  | Ганс-Георг Гесс       | Оберлейтенант-цур-зее резерву | U-995       | 21 рік, 162 дні    | Лицарський хрест Залізного хреста |
| 5  | Курт Зурет            | Оберлейтенант-цур-зее         | U-625       | 21 рік, 178 днів   |                                   |
| 6  | Гюнтер Ней            | Оберлейтенант-цур-зее         | U-283       | 21 рік, 292 дні    |                                   |
| 7  | Петер Герлах          | Оберлейтенант-цур-зее         | U-223       | 21 рік, 328 днів   |                                   |
| 8  | Гергард Конрад        | Оберлейтенант-цур-зее         | U-214       | 21 рік, 339 днів   |                                   |
| 9  | Губерт Ферпортен      | Оберлейтенант-цур-зее         | U-19        | 22 роки            |                                   |
| 10 | Ганс-Генріх Гасс      | Оберлейтенант-цур-зее         | U-2324      | 22 роки, 110 днів  |                                   |
| 11 | Вернер Гебауер        | Оберлейтенант-цур-зее         | U-681       | 22 роки, 158 днів  |                                   |
| 12 | Ганс-Вернер Офферманн | Оберлейтенант-цур-зее         | U-518       | 22 роки, 205 днів  | Німецький хрест в золоті          |
| 13 | Ебергард Дальгаус     | Оберлейтенант-цур-зее         | U-634       | 22 роки, 209 днів  |                                   |
| 14 | Герман Гоффманн       | Оберлейтенант-цур-зее         | U-172       | 22 роки, 209 днів  |                                   |
| 15 | Ганс-Аренд Файндт     | Оберлейтенант-цур-зее         | U-758       | 22 роки, 221 день  |                                   |

## Найстаріші командири
Найстарішим командиром підводного човна в історії був корветтен-капітан Вільгельм Кізеветтер, який командував навчальним човном UC-1 в 62 роки.
|    | Ім'я                           | Звання                        | Назва човна | Вік                | Вищі нагороди                                    |
| -- | ------------------------------ | ----------------------------- | ----------- | ------------------ | ------------------------------------------------ |
| 1  | Бруно Ман                      | Капітан-цур-зее               | UD-5        | 54 роки, 270 днів  |                                                  |
| 2  | Вальтер Бурггаген              | Корветтен-капітан             | U-219       | 52 роки, 30 днів   |                                                  |
| 3  | Герман Рігеле                  | Фрегаттен-капітан             | UD-3        | 51 рік, 17 днів    | Військовий орден Марії Терезії, лицарський хрест |
| 4  | Фрідріх Шефер                  | Капітан-лейтенант             | U-460       | 49 років, 98 днів  |                                                  |
| 5  | Георг фон Віламовіц-Меллендорф | Капітан-лейтенант             | U-459       | 48 днів, 141 день  | Німецький хрест в золоті                         |
| 6  | Ебергард Шнор                  | Капітан-лейтенант             | U-460       | 47 років, 66 днів  | Німецький хрест в золоті                         |
| 7  | Лео Вольфбауер                 | Корветтен-капітан             | U-463       | 46 років, 355 днів |                                                  |
| 8  | Герман Лессінг                 | Капітан-цур-зее               | U-1231      | 43 роки, 364 дні   |                                                  |
| 9  | Ганс Іббекен                   | Капітан-цур-зее               | U-178       | 42 роки, 353 дні   |                                                  |
| 10 | Карл Найцель                   | Корветтен-капітан             | U-510       | 41 рік, 158 днів   | Лицарський хрест Залізного хреста                |
| 11 | Юрген Ваттенберг               | Фрегаттен-капітан             | U-162       | 41 рік, 41 день    |                                                  |
| 12 | Курт Добрац                    | Капітан-цур-зее               | U-1232      | 40 років, 215 днів | Лицарський хрест Залізного хреста                |
| 13 | Ернст-Август Ревінкель         | Корветтен-капітан             | U-578       | 40 років, 20 днів  |                                                  |
| 14 | Гаральд Ланге                  | Оберлейтенант-цур-зее резерву | U-505       | 40 років, 2 дні    |                                                  |
| 15 | Арфед фон Мюлендаль            | Капітан-цур-зее               | U-867       | 39 років, 313 днів |                                                  |